# Садовников, Евгений Анатольевич
Евге́ний Анато́льевич Садо́вников (17 мая (или 7 мая) 1969, Благовещенск, Амурская область, СССР) — советский и российский футболист, тренер.

## Карьера
Воспитанник благовещенской спортшколы «Юность». Начинал карьеру в родном клубе «Амур». В 1992 году, играя за «Целинник», участвовал в чемпионате Казахстаана. Вскоре вернулся в Россию, где несколько лет провел в командах первого дивизиона «Металлург» (Красноярск) и «Звезда» (Иркутск), где всего провел 126 матчей и забил 22 гола. Завершил карьеру в «Амуре».
В 2005 году руководил «Амуром» в первом дивизионе. В 2007 году один сезон проработал главным тренером прокопьевского «Шахтёра».